# MU-31
La autovía MU-31 es una autovía perteneciente a la Red de Carreteras de España. Comunica la autovía MU-30 con la A-30 y tiene 5 km de longitud y 6,3 km contando los ramales de conexión.
Consta de un tramo, que comienza a la altura del p.k. 6 de la MU-30 y finaliza en el p.k. 150 de la A-30.
Se invirtieron más de 80 millones de euros en el proyecto y se comenzó a construir en el año 2007.

## Inauguración
Se inauguró el día 13 de febrero de 2012 por la ministra de Fomento, Ana Pastor y por el presidente de la Comunidad Autónoma de la Región de Murcia, Ramón Luis Valcárcel.

## Tramos
| Denominación | Tramo                               | Kilómetros | Año servicio |
| ------------ | ----------------------------------- | ---------- | ------------ |
| MU-31        | MU-30 Alcantarilla - A-30 La Paloma | 6,3        | 2012         |

## Tráfico
Se prevé que el tráfico diario sea de 18.700 vehículos y que se alcancen los 30.000 a medio plazo.
Se trata de un eje para mejorar la fluidez del tráfico de la Ronda Oeste (A-30) de Murcia y de la MU-30 y, por tanto, una mejora en las comunicaciones tanto a nivel regional como a nivel nacional.

## Estructuras singulares
La autovía consta de varias estructuras para salvar el terreno.
- La Pérgola del Reguerón, de 120 metros que permite cruzar el río y sus caminos de servicios con mayor seguridad hidráulica.[4]
- El viaducto de El Palmar, de 840 metros que cruza la A-30, la N-301a y la rambla del Puerto de La Cadena. Era la alternativa al soterramiento que pedían los vecinos (el cual era inviable debido al desnivel a salvar en el Puerto de La Cadena).[4]